# فرودگاه روتراک
فرودگاه روتراک (به انگلیسی: Rothrock Field Airport) یک فرودگاه خصوصی است که یک باند فرود چمن دارد و طول باند آن ۷۹۲ متر است. این فرودگاه در شهر آدامز، اورگن کشور ایالات متحده آمریکا قرار دارد و در ارتفاع ۴۴۲ متری از سطح دریا واقع شده‌است.